# Ключ 26
| 卩                     | 卩                   | 卩                   |
| ---------------------- | -------------------- | -------------------- |
| 25                     | 26                   | 27                   |
| Піньінь:               | jié                  | jié                  |
| Чжуїнь:                | ㄐㄧㄝˊ              | ㄐㄧㄝˊ              |
| Вейд-Джайлз:           | chieh2               | chieh2               |
| Ютпхін:                | zit3                 | zit3                 |
| Он:                    |                      |                      |
| Кун:                   |                      |                      |
| Кандзі:                | 節旁 fushizukuri     | 節旁 fushizukuri     |
| Хун:                   | 무릎마디 mureup-madi | 무릎마디 mureup-madi |
| Им:                    | 절 jeol              | 절 jeol              |
| Індекс у Вікісловнику: | 卩                   | 卩                   |

Ключ 26 — ієрогліфічний ключ, що означає гербова печатка і є одним із 23 (загалом існує 214) ключів Кансі, що складаються з двох рисок.
У Словнику Кансі 40 символів із 40 000 використовують цей ключ.

## Символи, що використовують ключ 26

Як писати ієрогліф.

| кількість рисок | ієрогліфи      |
| --------------- | -------------- |
| без додаткових  | 卩             |
| 1 додаткова     | 卪             |
| 2 додаткові     | 卫 卬          |
| 3 додаткові     | 卭 卮 卯       |
| 4 додаткові     | 印 危          |
| 5 додаткові     | 卲 即 却 卵    |
| 6 додаткових    | 卶 卷 卸 卺 巻 |
| 7 додаткових    | 卹 卻 卼 卽    |
| 8 додаткових    | 卿             |
| 9 додаткових    | 卾             |
| 11 додаткових   | 厀 厁          |